# Кокоулинская
Кокоулинская — деревня в составе Опаринского района Кировской области. 

## География
Находится на расстоянии примерно 46 километров по прямой на юго-запад от районного центра поселка Опарино.

## История
Деревня известна с 1891 года. В 1926 году отмечено дворов 13 и жителей 53, в 1950 13 и 37, в 1989 году было 3 жителя. До 2021 года входила в Стрельское сельское поселение Опаринского района, ныне непосредственно в составе Опаринского района.

## Население
Постоянное население  составляло 3 человека (русские 100%) в 2002 году, 1 в 2010.